# Xylofon

Äldre typ av xylofon. Finns i Scenkonstmuseets samlingar.

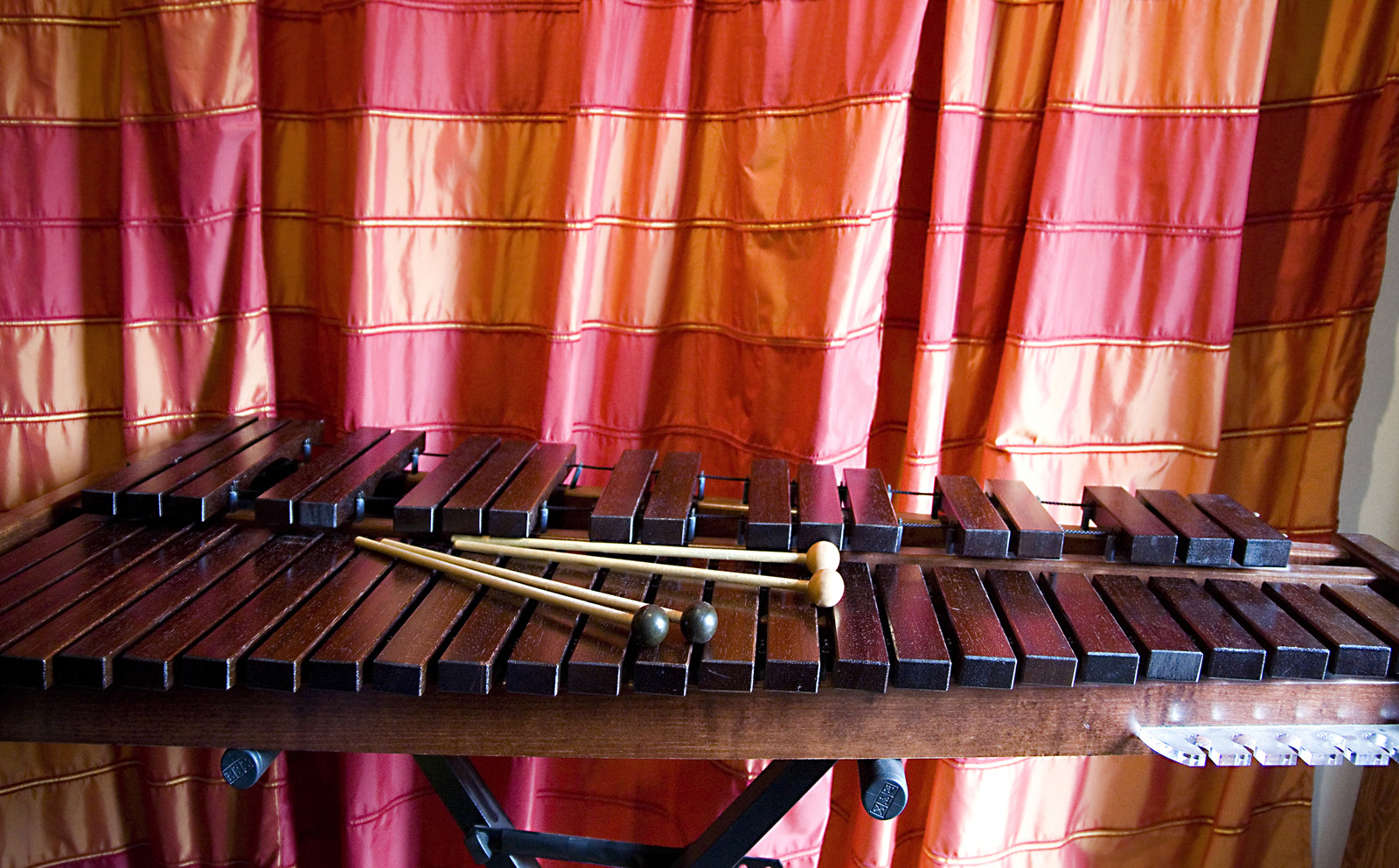
Xylofon

Xylofon (av xylo- och grekiska phōnēʹ ”ljud/ton”), är ett musikinstrument och tillhör familjen slagverk och gruppen trästavspel. Instrumentet är av idiofon-typ och består av en serie av stämda träplattor/stavar (ibland av plastmaterial) som slås an med klubbor. Varje klangplatta har borrade hål i ändarna som är avsedda för fästning av ett snöre. Snöret sätts sedan fast i ett stativ där det finns metalltappar vilka snörena hänger i. Därigenom blir klangplattorna fritt hängande.  
Instrumentet härstammar från Asien och spreds tidigt till Indonesien, Melanesien och Afrika. Instrumentet har troligen en mycket gammal historia och användes redan under antiken. Xylofoninstrument som marimban spreds från Afrika till Latinamerika.
Till Europa kom xylofonen på 1500-talet. Svenska namn på instrumentet har varit träharmonika, gigelyra och halmfiol. Från slutet av 1800-talet blev den moderna xylofonen, där plattorna är kromatiskt ordnade ett vanligt förekommande orkesterinstrument. 
Xylofonen har en tonbredd från två och en halv till cirka fem oktaver och är ett transponerande musikinstrument som ljuder en oktav högre än noterat. För orkesterxylofonen är omfånget vanligen mellan c2 och e5.
Ljudande har xylofonen en genomträngande klangfärg. Tonhöjden för varje klangstav är beroende av längden på plattan. Ju längre platta, desto mörkare ton. Speltekniken omfattar melodislingor, drillar, ackord, glissandon och virvlar. Fyra eller två klubbor av trä, hårdplast eller gummi med runda eller ovala huvuden används för att frambringa toner. 
Som leksak brukar instrumentet vara utrustad med plattor av metall, och är då en metallofon.

## Verk i urval där xylofon ingår
- Danse macabre Saint-Saëns, Camille (1874)
- Drømmebilleder Lymbye, Hans Christian (1846)
- Hans och Greta Humperdinck, Engelbert (1893)
- La boheme Puccini, Giacomo (1896)
- Märchen vom Zaren Saltan Rimskij-Korsakov, Nikolaj (1900)
- Symfoni Nr. 6 Mahler, Gustav (1906)
- Kammermusik Nr. 1 Hindemith, Paul (1921)
- Les Noces Stravinskij, Igor (1923)
- Sisyphos Blomdahl, Karl-Birger (1954)
- Oiseaux exotiques Messiaen, Olivier (1956)
- Concerto for Percussion Cowell, Henry
- Sonata for xylophone Pitfield, Thomas (1967)
- Pli selon pli Boulez, Pierre
- Dance Patterns Reich, Steve (2002)